# Гишар IV Великий
Гишар IV Великий (фр. Guichard IV le Grand; после 1160 — 27 сентября 1216, под Дувром), сир де Божё и сеньор де Монпансье — французский военачальник и дипломат.

## Биография
Сын Эмбера IV Юного, сеньора де Монпансье, и Аньес де Монпансье.
Около 1189/1190 года наследовал отцу как сеньор де Монпансье, в 1192-м деду Эмберу III как сир де Божё.
В 1202 году принес герцогу Бургундскому вассальную присягу за фьефы Бельвиль, Тизи и Перрё. В ноябре того же года уладил спор с Югом V Анжуйским, аббатом Клюни, по поводу прав сеньоров де Божё на земли монастыря. Для решения конфликта был созван арбитраж из трех рыцарей и трех священников, но они не смогли договориться и тогда Гишар сам отказался от притязаний.
Пытался отобрать у своего кузена виконта Ги сеньорию Тьерн, но виконт обратился за помощью к архиепископу Лионскому Рено II де Форе и графу Ги Овернскому, которые после упорной борьбы заставили Гишара вернуть захваченное.
Война Гишара с графом Гигом де Форе из-за спорных фьефов была прекращена благодаря прсредничеству их друзей. Гиг и его сын уступили сиру де Божё часть земель при условии принесения оммажа за них, а Гишар передал графу де Форе фьефы Неронд, Сен-Морис, Лез-Ош, Юрсель, Арно, Сен-Марсель и Шарюссела, сохранив только Сен-Жюст-ла-Пандю.
Позднее архиепископ Лионский как опекун своего племянника Гига IV пытался оспорить этот договор, но военные действия были прекращены благодаря вмешательству короля Филиппа Августа, поручившего епископу Раймону Клермонскому, герцогу Бургундскому и Ги де Дампьеру добиться соблюдения условий трактата.
После урегулирования разногласий с архиепископом Лионским, которому сир де Божё в соответствии с договором должен был принести оммаж за замок Лисьё, и участия в Альбигойском крестовом походе Гишар был направлен своим свояком королем Франции в посольство к папе Иннокентию III и латинскому императору Анри де Эно (1210). Гишар взял с собой в поездку жену, приходившуюся сестрой Анри, и значительную свиту. В Константинополе сир де Божё заключил соглашение о союзе Франции и Латинской империи, и приказал возвести башню Божё, упоминаемую французскими хронистами.
На обратном пути через Италию посол заехал в Ассизи, где познакомился со святым Франциском. Впечатленный благочестием нового монашеского ордена Гишар взял с собой троих братьев-миноритов, которых около 1210 года поселил в своем замке Пуйи в Божоле, а в 1216-м его женой для них была основана обитель в старом замке в Вильфранше, первая на французской территории, благодаря чему соседний район получил название Миноретты.
В 1215 году сир де Божё сопровождал Людовика Льва в Английской экспедиции, принимал участие в лондонской коронации в мае 1216 и умер от болезни во время осады Дувра, составив завещание 18 сентября под стенами этого города. Его останки в октябре были погребены в Клюни и Бельвиле.

## Семья
Жена (1196/1198): Сибилла де Эно (ок. 1180—9.01.1217), дочь графа Бодуэна V де Эно и графини Маргариты I Фландрской
Дети:
- Эмбер V (ум. 25.07.1250), сир де Божё, коннетабль Франции. Жена (15.07.1219): Маргерит де Боже (1199—1252), дама де Мирибель, дочь Ги II де Боже и Маргерит де Шалон-сюр-Сон, дамы де Мирибель
- Аньес (ум. 11.07.1231). Муж (1222): граф Тибо IV Шампанский (1201—1253), король Наваррский
- Гишар (ум. ранее 1256), сеньор де Монпансье. Жена (1226): дофина Катрин Овернская, дочь Гийома II, дофина Овернского, и Изабо де Монлюсон
- Анри (ум. ранее 1264), сеньор де Вальроме. По завещанию отца получил землю Бьоруа, за которую должен был принести оммаж графу Савойскому
- Луи. По завещанию отца должен был стать каноником в Лионе
- Маргерит. Была помолвлена с Анри де Вьенном (ум. 1233), сеньором де Монфором и де Ваданом, сыном Гийома IV де Вьенна, графа Маконского
- Филиппина, монахиня в Фонтевро
- Сибилла (ум. 1265). По завещанию отца получила 500 марок. Муж 1) (01.1228): Рено IV де Баже (ум. ранее 1250); 2) (1250): Пьер де Брансьон, сеньор де Визаржан

## Комментарии
1. ↑  В различных генеалогиях нумеруется также III-м и V-м